# Krasová kapsa
Krasová kapsa je primární krasový jev, který vzniká chemickým zvětráváním vápence. Vlivem chemické reakce vody, oxidu uhličitého a vápence dojde k rozpuštění části vápencového masívu. Ve vápencovém bloku vzniká mezera, která se začíná zaplňovat splavenou půdou.
Ve vápencové oblasti chudé na úrodnou půdu se tak začíná tvořit malá oblast, ve které je nahromaděná úrodná půda s organickými zbytky. Vyplněná krasová kapsa může dosahovat různých rozměrů od několika desítek cm až řádově po desítky metrů. Její další zvětšování většinou vede ke vzniku jeskyně.